# Van Halen (album)
| Recensione    | Giudizio       |
| ------------- | -------------- |
| AllMusic      |                |
| Rolling Stone |                |
| Ondarock      | Pietra miliare |

Van Halen è il primo album in studio del gruppo musicale statunitense Van Halen, pubblicato il 10 febbraio 1978 dalla Warner Bros. Records.
L'album inizialmente si fermò al 19º posto della Billboard 200, tuttavia continuò a vendere in maniera costante negli anni successivi con l'aumentare della popolarità della band, fino ad ottenere la certificazione di disco di diamante dalla RIAA nel 1996 per le oltre dieci milioni di copie vendute negli Stati Uniti.
La rivista Rolling Stone l'ha inserito al 410º posto della sua lista dei 500 migliori album nel 2003 e al 27º posto tra i migliori album di debutto nel 2013.

## Antefatti
Nel 1976, i Van Halen cominciarono a registrare le prime demo per il loro album di debutto. Nonostante avessero lavorato per tutto l'anno con Gene Simmons, queste demo non arrivarono nelle mani di alcuna casa discografica fino all'anno successivo. Il chitarrista Eddie van Halen non era molto convinto della qualità del materiale, poiché non l'aveva potuto registrare con il suo equipaggiamento personale. Simmons dovette partire in tour con i Kiss dopo aver registrato le demo, ma promise ai Van Halen che avrebbe trovato loro un contratto discografico non appena tornato dai suoi impegni.
Dopo aver registrato le demo, i Van Halen vennero ingaggiati per alcuni concerti. Durante una serata tutto esaurito nella loro città natale, Pasadena, il gruppo venne notato dal futuro manager Marshall Berle. Lui e l'imprenditore musicale Kim Fowley abbinarono i Van Halen con la band punk rock Venus and the Razorblades per un concerto al famoso locale Whisky a Go Go. Dopo essere stati ben accolti da Berle, la band attirò l'attenzione di Mo Ostin e Ted Templeman della Warner Bros. Records. I due rimasero impressionati da un concerto del gruppo al The Starwood e decisero di fargli firmare il loro primo contratto discografico. Le registrazioni dell'album di debutto cominciarono nell'ottobre 1977 e durarono solo tre settimane. Grazie al lavoro del produttore Ted Templeman, la band riuscì a catturare un suono molto vicino a quello "live".

## Descrizione
Il debutto dei Van Halen è considerato una delle pietre miliari dell'hard rock statunitense. Ciò che colpisce maggiormente è l'abilità chitarristica di Eddie van Halen, che influenzerà gran parte dei musicisti rock degli anni a venire. Il suo stile si basa sull'utilizzo di tecniche come il tapping e un sapiente uso degli armonici artificiali e delle distorsioni. Tuttavia non risulta mai un virtuosismo fine a se stesso, ma sempre al servizio della melodia e di ritornelli particolarmente orecchiabili. Lo strumentale Eruption è considerato uno degli assoli più importanti di tutti i tempi.
Nel 1994, Guitarist Magazine l'ha classificato come il 2º album dalle chitarre più influenti di tutti i tempi.

## Tracce
Testi e musiche di Edward van Halen, Alex van Halen, Michael Anthony e David Lee Roth, eccetto dove indicato.
1. Runnin' with the Devil – 3:36
2. Eruption – 1:42
3. You Really Got Me – 2:38 (Ray Davies) – originariamente interpretata dai The Kinks
4. Ain't Talkin' 'bout Love – 3:50
5. I'm the One – 3:47
6. Jamie's Cryin' – 3:31
7. Atomic Punk – 3:02
8. Feel Your Love Tonight – 3:43
9. Little Dreamer – 3:23
10. Ice Cream Man – 3:20 (John Brim) – originariamente interpretata da John Brim
11. On Fire – 3:01

## Formazione
Gruppo
- David Roth – voce, chitarra acustica (traccia 10)
- Edward van Halen – chitarra, cori
- Alex van Halen – batteria, percussioni
- Michael Anthony – basso, cori

Produzione
- Ted Templeman – produzione
- Donn Landee – ingegneria del suono
- Kent Nebergall – ingegneria del suono
- Peggy McCreary – ingegneria del suono
- Jo Motta – coordinazione della produzione
- Dave Bhang – direzione artistica, grafica
- Elliot Gilbert – fotografia

## Classifiche
| Classifica (2021) | Posizione massima |
| ----------------- | ----------------- |
| Grecia            | 29                |